# Eva Blažková
Eva Blažková roz. Kalužáková (* 3. května 1965 Strakonice) je československá hráčka basketbalu. Je vysoká 168 cm. Je zařazena na čestné listině mistrů sportu.

## Sportovní kariéra
V basketbalovém reprezentačním družstvu Československa v letech 1984 až 1989 hrála celkem 215 utkání a má významný podíl na dosažených sportovních výsledcích. Zúčastnila se kvalifikací na Olympijské hry 1984 (Havana, Kuba) a 1988 (Kuala Lumpur, Malajzie) – 5. místo, Olympijských her 1988 (Soul, Jižní Korea) – 8. místo, Mistrovství světa 1986 (Moskva) – 4. místo a 1990 (Kuala Lumpur, Malajzie) – 4. místo a čtyř Mistrovství Evropy 1985, 1987, 1989, 1991, na nichž získala jednu stříbrnou medaili za druhé místo v roce 1989. S družstvem Československa na Mistrovství Evropy kadetek v roce 1980 skončila na 5. místě, na Mistrovství Evropy juniorek do 18 let v roce 1983 (Pescara, Itálie) získala první místo a titul mistryně Evropy.
V československé basketbalové lize žen hrála celkem 8 sezón (1983–1991) za družstvo Sparta Praha, s nímž získala v ligové soutěži dva tituly mistra Československa (1985–1987), dvakrát druhé místo (1984, 1991) a třikrát třetí místo (1985, 1987–1989). V sezónách 1984/85 až 1989/90 byla šestkrát vybrána do All-Stars – nejlepší pětice hráček československé ligy. Je na 61. místě v dlouhodobé tabulce střelkyň československé ligy žen za období 1963–1993 s počtem 2103 bodů. S klubem se zúčastnila 2 ročníků Poháru mistrů evropských zemí v basketbalu žen (PMEZ), ve kterém v roce 1988 byla na 5. místě ve finálové skupině a 1x hrála ve čtvrtfinálové skupině (1987). Dále v Poháru vítězů pohárů, Ronchetti Cup družstvo hrálo 4 ročníky (1983–1990) a hrálo ve čtvrtfinálové skupině s umístěním na 2. místě (1984), 2x na 3. místě (1986, 1989) a 1x na 4. místě (1990).
Po roce 1991 hrála za Lotus Mnichov (mistr Německa žen 1992) a poté v české basketbalové lize za BLC Sparta Praha, BK Kaučuk Kralupy n. Vltavou, SBC Hanácká kyselka Přerov.

## Sportovní statistiky

### Kluby
- 1983–1991 Sparta Praha, celkem 8 sezón a 7 medailových umístění: 2x mistryně Československa (1985–1987), 2x vicemistryně Československa (1984, 1991), 3x 3. místo (1985, 1987–1989), 1x 5. místo (1990)
- 1984–1990: nejlepší pětka hráček ligy – zařazena 6x: 1984/85 až 1989/90
- Lotus Mnichov (Německo), mistr Německa žen 1992
- Česká basketbalová liga: BLC Sparta Praha, BK Kaučuk Kralupy n. Vltavou, SBC Hanácká kyselka Přerov

### Evropské poháry
(je uveden počet zápasů (vítězství – porážky) a celkový výsledek v soutěži)
- Pohár mistrů evropských zemí v basketbalu žen (PMEZ)
  - Sparta Praha – celkem 2 ročníky poháru
  - 1988 (12 5-7), ve finálové skupině na 5. místě, 1987 (8 4-4) účast ve čtvrtfinálové skupině na 3. místě
- Pohár vítězů pohárů – Ronchetti Cup
  - Sparta Praha – 4 ročníky poháru a 4x účast ve čtvrtfinálové skupině: 1x 2. místo 1984 (6 3-3), 2x 3. místo 1986 (4 0-4), 1989 (8 4-4), 1x 4. místo 1990 (8 1-7)
  - Lotus Mnichov (Německo) – 1992, celkem 38 bodů a 2 zápasy
  - BK Unipetrol Kralupy – 2 ročníky poháru (1998, 1999), celkem 130 bodů a 14 zápasů

### Československo
- Kvalifikace na Olympijské hry 1984 Havana, Kuba (51 bodů /10 zápasů), 1988 Kuala Lumpur, Malajzie (80 /10) 5. místo
- Olympijské hry 1988 Soul (31 /5) 8. místo
- Mistrovství světa: 1986 Moskva (43 /7) 4. místo, 1990 Kuala Lumpur, Malajzie (53 /6) 4. místo,
- Mistrovství Evropy: 1985 Vicenza, Itálie (33 /5) 4. místo, 1987 Cadiz Španělsko (42 /6) 4. místo, 1989 Varna, Bulharsko (42 /5) 2. místo, 1991 Tel Aviv, Izrael (33 /5) 5. místo, celkem na 4 ME 150 bodů a 21 zápasů
- 1984–1991 celkem 215 mezistátních zápasů, na OH, MS a ME celkem 410 bodů v 59 zápasech, na ME 1x 2. místo
- 1980 Mistrovství Evropy kadetek: Pécs, Maďarsko (31 /6), 5. místo
- 1983 Mistrovství Evropy juniorek do 18 let: Pescara, Itálie (89 /7) 1. místo a titul mistryně Evropy
- Získala titul mistryně sportu